# Diane Elson
Diane Rsemary Elson, née le 20 avril 1946, est une économiste britannique, sociologue et chercheur en étude de genre et développement social. 

## Biographie
Elle est Professeur émérite de sociologie à l'université d'Essex et ancienne Professeur d'études du développement à l'université de Manchester.

### Livres
- (en) Diane Elson et Paul Streeten, Diversification and development : the case of coffee, New York London, Praeger (Pall Mall Press), 1971 (ISBN 978-0-275-28191-5)
- (en) Diane Elson, Value : the representation of labour in capitalism, London Atlantic Highlands, N.J, CSE Books Humanities Press, 1979 (ISBN 978-0-906336-08-3)
- (en) Diane Elson et Ruth Pearson, Women's employment and multinationals in Europe, Basingstoke England, Macmillan, 1989 (ISBN 978-0-333-43877-0)
- (en) Diane Elson, Male bias in the development process (contemporary issues in development studies), Manchester New York New York, Manchester University Press (USA and Canada – St. Martin's Press), 1995, 288 p. (ISBN 978-0-7190-4230-0, lire en ligne)
- (en) Diane Elson et Radhika Balakrishnan, Economic policy and human rights : holding governments to account, London New York, Zed Books, Palgrave Macmillan, 2011 (ISBN 978-1-84813-875-9)
- (en) Diane Elson et Devaki Jain, Harvesting Feminist Knowledge for Public Policy : Rebuilding Progress, New Delhi Thousand Oaks, Calif. Ottawa, ON, SAGE International Development Research Centre, 2011, 347 p. (ISBN 978-81-321-0741-5, lire en ligne)
- (en) Diane Elson, Sakiko Fukuda-Parr et Polly Vizard, Human rights and the capabilities approach : an interdisciplinary dialogue, Milton Park, Abingdon, Oxon New York, Routledge, 2012, 213 p. (ISBN 978-0-415-68103-2)